# Willibald von Zezschwitz
Willibald Karl Gottlieb Heinrich von Zezschwitz (* 19. April 1876; † 22. Januar 1948) war ein deutscher Jurist. Er war Leiter des Deutschvölkischen Schutz- und Trutzbundes (DVSTB) in München und wurde als Verteidiger Adolf Hitlers und Erich Ludendorffs bekannt.

## Leben und Wirken
Er stammte aus dem Adelsgeschlecht von Zezschwitz und war der Sohn von Karl Adolf Gerhard von Zezschwitz. Nach dem Schulbesuch studierte er Rechtswissenschaft und legte 1893 die große Staatsprüfung ab. 1894 erfolgte seine Zulassung als Rechtsanwalt bei den Gerichten in München. So war er u. a. Rechtsanwalt beim Landgericht München I und außerdem Vorstand der Pensionsanstalt.
Von 1919 bis 1923 war Zezschwitz Mitglied des DVSTB, dessen Ortsgruppe München er leitete, und von 1920 bis 1924 gleichzeitig auch Mitglied der NSDAP (Mitglieds-Nr. 2282). Nach der Lockerung der Mitglieder-Aufnahmesperre der NSDAP wurde er zum 1. Mai 1937 erneut Mitglied der NSDAP.
Er hatte eine eigene Rechtsanwaltspraxis in München. In den Jahren 1921 und 1922 hat er wiederholt Adolf Hitler vor Strafgerichten verteidigt. Im Hitler-Prozess wegen Hochverrat vor dem Volksgericht in München war er Verteidiger des Generals Erich Ludendorff. Nach der „Machtergreifung“ der Nationalsozialisten 1933 wurde er mehrmals von Hitler empfangen. Er trug den Titel eines Justizrates. Zu seinen engeren Freunden zählte Dietrich Eckart und er gilt als militanter Antisemit.